# Grup dimecres
El Grup Dimecres estigué format per un conjunt d'artistes que es reunien cada dimecres al vespre per sopar, conversar, dibuixar i intercanviar experiències. Aquestes reunions es perllongaren per espai de cinc anys, entre 1975 i 1980 i tenien com a escenari un bar anomenat Can Nofre, a Manacor, tot i que de manera esporàdica es realitzaren encontres a altres indrets de l'illa de Mallorca.
Aquest grup mai no tingué una estructura tancada, ni uns plantejaments estilístics concrets, ni reivindicà cap tendència artística. Els seus principis es basaven en l'amistat i en el conreu de l'art i la cultura. Foren molts els artistes, escriptors i activistes culturals que assistiren a aquests sopars, tot i que hi havia un grup que ho feia de manera habitual i eren els que participaren en algunes exposicions que el grup, com a tal, va fer a Manacor, Felanitx, Artà o Palma. Eren Miquel Brunet, Llorenç Ginard, Guillem Jaume, Gabriel Mestre Oliver, Jim Bird, Rith Miller, Ellis Jacobson, Longino, o Rafael Amengual.
L'any 2011, els ajuntaments de Palma i Manacor organitzaren una gran exposició retrospectiva sobre aquest grup i el seu entorn.